# Guldkysten (film)
Guldkysten er en dansk dramafilm fra 2015, instrueret af forfatter og filminstruktør Daniel Dencik. På rollelisten ses Jakob Oftebro, Danica Curcic, Anders Heinrichsen, Adam Ild Rohweder og Morten Holst. Filmen havde biografpremiere i Danmark 2. juli 2015.
Guldkysten foregår i 1836 på de danske besiddelser i Guinea efter, at slavehandlen officielt er ophørt. Den danske botaniker Wulff Joseph Wulff er på kongens opfordring rejst til Guldkysten, hvor han har fået til opgave at få den afrikanske jord til at blomstre med kaffetræer. Filmen bygger på virkelige personer og begivenheder i perioden efter den transatlantiske slavehandels ophør. Planen er, at Danmark skal anlægge plantager på Guldkysten, men ikke meget går som planlagt. 
Filmen er inspireret af et af de mørkeste,  kapitler i Danmarkshistorien, nemlig den danske kolonitid i det daværende land Guinea, som i dag hedder Ghana.

## Produktion
I 2012 begyndte Michael Haslund-Christensen og Daniel Dencik at udvikle Guldkysten sammen med lokale ghanesiske partnere fra Ingenius Africa. Filmholdet var i februar 2014 i Ghana i Vestafrika for at researche til filmen og lave testoptagelser, mens de rigtige optagelser først begyndte den 4. august 2014. Det er den amerikanske prisbelønnede og anerkendte 78-årige komponist Angelo Badalamenti, som har komponeret musikken til filmen, hvor der ofte gøres brug af elektronisk musik. Skuespilleren Jakob Oftebro spiste kun mandler og frugter i otte uger for at tabe sig 18 kilo til rollen.
Manuskriptet til filmen, der har arbejdstitlen "Wulff", er skrevet af Daniel Dencik, som delvist er baseret på Wulffs breve og dagbogsnotater. Filmen er produceret af Michael Haslund-Christensen for Haslund/Dencik Entertainment og modtog bl.a. produktionsstøtte på 6,2 millioner kroner fra Det Danske Filminstitut ud af et samlet budget på 14,6 millioner kroner.  Produktionsselskabet Haslund Dencik Entertainment Aps ejes af Michael Haslund-Christensen og Daniel Dencik, og de investerede i den ghanesiske filmindustri og benyttede sig af lokal arbejdskraft med 500 afrikanere på lønningslisten.

## Handling
Den unge botaniker Wulff (Jakob Oftebro) fra Randers bliver af den danske konge sendt til Guldkysten (den tidligere danske koloni Dansk Guinea i det nuværende Ghana) for at inspicere en kaffeplantage. Han efterlader sin forlovede i Jylland og lover at være tilbage om et år. Slaveriet er for længst ophørt, men da han ankommer viser det sig, at tingene ikke hænger sammen som forventet.
Wulff er en idealist, der vil menneskers bedste. Han undrer sig over de hvides hårde behandling af de sorte, når slavehandel har været forbudt i mange år. En nat opdager han ved et tilfælde et slaveskib blive lastet, med sorte mennesker i lænker. Da han fortæller det til guvernøren (Morten Holst) og hans håndlangere Dall (Anders Heinrichsen) og Herbst (Adam Ild Rohweder) påstår de, at han taler i febervildelse. Wulff er imidlertid fast besluttet på at opklare, hvem der står bag slavetransporten og få bragt en ende på disse uhyrligheder. Kun den danske missionær og skolelærer Caroline (Danica Curcic) tror ham. Hun opfordrer ham til at tage kampen op mod guvernøren.

## Modtagelse
Mange filmanmeldere har været enige med filmens instruktør Daniel Dencik i, at Guldkysten »er så anderledes end andre danske film [...], at den kommer til at blive stående«. Politikens Katrine Hornstrup Yde gav den 5 stjerner og skrev at, »’Guldkysten’ er et dansk historisk drama, som vi aldrig har set det før«. Informations anmelder fulgte trop og mente ligefrem, at filmen giver »fornyet håb« for dansk film. Filmens tætte bånd til filosofi delte vandene. Berlingskes filmanmelder Jacob Wendt Jensen skrev at, "Guldkysten er ikke en helstøbt film. Det er en langstrakt tilstand af luftige prætentioner." Niels Lind Larsen fra BT gav den 5 stjerner, og skrev at, "Guldkysten er en modig film, der både udfordrer vores tanker og river i vores sanser. (...) Den vil ikke falde i alles smag, men hvor er det en fornøjelse at se en stor dansk film, der hellere vil ramme sit publikum dybt end bredt.
Weekendavisens Bo Green Jensen skrev, "æstetisk er filmen en vild oplevelse, som lykkes på mange niveauer. Problemet er det dokumentariske anslag. Dencik opgiver efterhånden at skabe overensstemmelse mellem fabel og historie. Der er smukke steder i opløsningslandskabet, men de havde stået stærkere som ren fiktion."
Den 22. juli 2015 rundede filmen 50.000 solgte biografbilletter, og instruktør Dencik udtalte; "Jeg synes det siger noget om det danske folk. At en digtsamling som Yahya Hassan kan sælge over 100.000, samt at en film som Guldkysten kan sælge mere end 50.000 biografbilletter. Det fortæller en flot historie, synes jeg, om et nysgerrigt og intelligent folk".
Filmen endte med at sælge 75.000 billetter, hvilket er det højeste publikumstal for en dansk art-house film nogensinde. Filmen kom også op i norske biografer i 2016 med et publikumstal på 15.000, hvor modtagelsen var mere enstemmigt positiv, med overvejende 5 stjerner fra de toneangivende kritikere. Blandt andet skrev John Fredrik Kristiansen: »Glem surmagede danske kritikere som fokuserer på historisk korrekthet. Glem Jakob Oftebro og norske mediers kåthet på norske fjes i utenlandske filmer. “Gullkysten” er først og fremst et solid samarbeid mellom regissør Denick, fotograf Munch og komponist Badalamenti. Du trenger ikke annet gjøre enn å la deg fortape i et anakronistisk delirium av en film. Opplev den med sansene, la deg rive med.«
I udlandet er filmen endvidere blevet vist på store festivaler som Karlovy Vary International Film Festival, London Film Festival, Miami International Film Festival, Torino International Film Festival, Reykjavik Film Festival, Stockholm International Film Festival, Chennai International Film Festival, Adelaide International Film Festival, Moscow EFP Westwind FF.

### Kritik
Filmen er blevet kritiseret for at fremstille de afrikanske slaver som en del af interiøret: »der gør nogle uforståelige, afrikanske ting som at danse, bære stammedragter, have bare bryster og sige 'ja!' i kor, hver gang de alvidende hvide forklarer dem noget«, skrev for eksempel Globalnyt – mens to universitetsfolk i et debatindlæg i Politiken kritiserede filmen for at de »sorte kroppe« i filmen »iscenesættes som staffage på linje med lysekroner og æsler - entydigt underkastet, passiv og ude af stand til at tale«.
Ghanas kultur- og turistminister Abla Dzifa Gomashie har også kritiseret filmen: »hvorfor fremstilles de som døvstumme? Hvad er filmens idé med ikke at lade dem tale. Holder man dem stille for at lade vores del af historien være ufortalt«, udtalte ministeren, der dog samtidig pointerer, at filmmagere som Daniel Dencik skal have deres fulde kunstneriske frihed. Som svar på den danske kritik, har Daniel Dencik blandt andet sagt til Politiken, at: »Det er ikke en dokumentar men en fiktion, en drømmeagtig fiktion«. Og at: »det (er) et mærkeligt krav fra 2015 om, at de sorte skal gøre modstand i slavekasserne. Det var deres Auschwitz og de kæmpede for blot at overleve. Jeg tror ikke, man er i stand til at lave modstand lige præcis i den situation, hvor man er lænket og berøvet al værdighed«.
Forfatteren Thomas Boberg skrev i et indlæg om filmen: »Jeg har set en film, der begynder med begyndelsen til enden, en cirkel eller snarere spiralkomposition, som afspejler hovedkarakteren Wulfs tanker om tidsopfattelsen (eller sådan som han tror de opfatter tiden) i Ghana. Den bliver for mig helt klar. Det er befriende at se en film, som rent faktisk udforsker filmsproget som mulighed [...] For mig, som nævnt, findes kun det gode og det dårlige. “Guldkysten” er bred som en strømmende flod folk burde kaste sig ud i hellere før end siden.«

## Medvirkende
- Jakob Oftebro som Wulff Joseph Wulff
- Danica Curcic som Caroline, missionærens kone
- John Aggrey som Lumpa
- Anders Heinrichsen som Dall
- Adam Ild Rohweder som Herbst
- Morten Holst som guvernør
- Wakefield Ackuaku som Richter
- Mikkel Becker Hilgart som Missionær Autrup
- Luise Skov som Elenora